# NGC 25
NGC 25는 봉황자리 방향에 위치한 렌즈형은하다.